# Auguste-Alexandre Ducrot

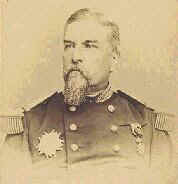
General Auguste-Alexandre Ducrot

Auguste-Alexandre Ducrot (* 24. Februar 1817 in Nevers; † 16. August 1882 in Versailles) war ein französischer General.

## Leben
Er besuchte die Militärschule von Saint-Cyr, trat 1840 als Sous-lieutenant (dt.: Leutnant) in die Armee, diente zuerst in Afrika, war im italienischen Krieg 1859 Kommandeur einer Brigade vom Korps Canrobert und erhielt 1869 das Kommando der Militärdivision Straßburg, von wo er den Kaiser auf die militärische Überlegenheit Preußens brieflich aufmerksam machte.
Im Juli 1870 begann der Deutsch-Französische Krieg und Ducrot erhielt das Kommando der „1er division“ (1. Division) des Corps Patrice de Mac-Mahon. Er nahm teil an der Schlacht bei Wörth und an dem Rückzug nach Châlons, erhielt dort das Kommando des „1er corps d'armée“ (1. Armeekorps), machte den Zug nach Sedan mit, hatte in der Schlacht am 1. September die Zentrumsstellung zwischen Moncelle und Daigny zu verteidigen und übernahm nach Patrice de Mac-Mahons Verwundung den Oberbefehl, musste ihn aber gleich darauf an Emanuel Félix de Wimpffen abtreten, der seine Anordnungen für einen Rückzug nach Mézières oder Übertritt nach Belgien aufhob. Als Sedan ringsum eingekesselt wurde, kommentierte Ducrot  die Lage mit dem berühmt gewordenen Ausspruch: « Nous sommes dans un pot de chambre et nous y serons emmerdés. » (deutsch: „Wir sitzen in einem Nachttopf, und wir werden darin zugeschissen werden.“) Nach der Kapitulation von Sedan gab Ducrot sein Ehrenwort, sich in Pont-à-Mousson zu stellen, worauf ihm gestattet wurde, sich selbständig dorthin zu begeben. In Pont-à-Mousson angekommen, meldete er sich der Vorschrift gemäß, entfloh jedoch in der Verwirrung, die auf dem überfüllten Bahnhof herrschte. Er begab sich dann nach Paris und erhielt dort das Oberkommando der aus regulären Truppen und „Gardes mobiles“ (Mobilgarden) gebildeten zweiten Armee. Er brach somit sein Ehrenwort, nicht mehr gegen die Deutschen zu kämpfen.
Mit dieser bereitete er einen großen Ausfall vor, der dann Ende November in die Tat umgesetzt wurde. Nachdem Ducrot in einem phrasenhaften Aufruf geschworen hatte, nur siegreich oder tot nach Paris zurückzukehren, griff er am 30. November die Zernierungsarmee im Osten bei Villiers an, errang auch in den ersten Tagen einige Erfolge, konnte aber doch nicht den Durchbruch der feindlichen Linien erzwingen und musste am 4. Dezember nach Paris zurückkehren, da die furchtbare Kälte weitere Kämpfe unmöglich machte.
Bei dem Ausfall am 19. Januar 1871 gegen Westen sollte er mit dem rechten Flügel bei der Schlacht bei Buzenval vorgehen, verspätete sich aber um drei Stunden, so dass auch dieses Unternehmen scheiterte. Seit Februar 1871 Mitglied der Nationalversammlung, schloss er sich den klerikalen Monarchisten an und gab seinen Hass auf die Republikaner offen zu.
1872 erhielt er das Kommando des „8e corps d'armée“ (8. Armeekorps) in Bourges, wirkte dort für die monarchische Restauration und bereitete 1877 nach dem Fall des Ministers Albert de Broglie im November 1877 alles für einen Staatsstreich vor. Nachdem sich die Republikaner durchgesetzt hatten, wurde er abgesetzt und starb am 16. August 1882 in Versailles.

## Werke
- La journée de Sedan avec le 1er corps de l'Armée de Chalon. – Paris : Dentu, 1871
- Wissembourg. – Paris : Dentu, 1873
- La défense de Paris (1870–1871). 4 Bände. – Paris : Dentu, 1875–78